# Mollasani
Mollasani (persisch ملاثانی) ist eine Stadt in der Provinz Chuzestan im Südwesten des Iran. Er ist der Verwaltungssitz des Landkreises Bavi. Im Jahr 2016 hatte Mollasani hochgerechnet 17.337 Einwohner.